# Coshocton
Coshocton [kəˈʃɒktən] är administrativ huvudort i Coshocton County i delstaten Ohio. Coshocton hade 11 216 invånare enligt 2010 års folkräkning.

## Kända personer från Coshocton
- Benjamin Harrison Eaton, politiker
- William Green, fackföreningsledare